# Cyclops brevicornis
Cyclops brevicornis – gatunek widłonoga z rodziny Cyclopidae.

## Systematyka
Gatunek ten opisał w 1857 roku niemiecki zoolog Carl Claus.
Nazwy Cyclops brevicornis użył w 1776 roku duński przyrodnik Otto Friedrich Müller dla gatunku noszącego obecnie nazwę Tigriopus brevicornis, oraz w 1834 roku szkocki zoolog William Baird, wzmiankując nazwę Müllera.